# Третья алия
Третья алия — период 1919—1923 годов, за который в Стране Израиля поселилось около 40 тысяч евреев, в основном из Восточной Европы.
Во время Первой мировой войны еврейские добровольцы-сионисты сформировали еврейский легион в составе британской армии. Как следствие этого, а также вследствие научных заслуг доктора Хаима Вейцмана, председателя Всемирной сионистской организации и выдающегося химика, разработавшего получение жизненно необходимого Британии синтетического каучука, секретарь иностранных дел издал Декларацию Бальфура 1917 года, которая декларировала, что Британия «смотрит положительно на основание в Палестине национального дома еврейского народа». Еврейский легион активно участвовал в боях за изгнание турок из Страны Израиля.
В 1922 году Лига Наций вручила Великобритании мандат на Палестину, мотивируя это необходимостью «установления в стране политических, административных и экономических условий для безопасного образования еврейского национального дома».
В 1919—1923, как следствие Первой мировой войны, установления в Стране Израиля британского мандата и Декларации Бальфура, в страну прибыли 40 тысяч евреев, в основном из Восточной Европы. Поселенцы этой волны были обучены сельскому хозяйству и могли развивать экономику. Несмотря на квоту иммиграции, установленную британскими властями, еврейское население выросло к концу этого периода до 90 тысяч. Болота Изреельской долины и долины Хефер были осушены и земля сделана пригодной для сельского хозяйства. В этот период были основаны федерация профсоюзов Гистадрут и еврейская организация самообороны Хагана.

## Известные участники Третьей Алии
- Голда Меир
- Йоффе, Элиэзер Липа
- Саламан, Эстер
- Абрамов, Залман
- Ави-Йона, Михаэль
- Авидар-Чернович, Емима